# Dragons (band)
Dragons was een Engelse rockband, opgericht in 2005 in Bristol door drummer David Francolin. Het debuut- en enige album (muziek) Here are the roses werd uitgebracht op 4 juni 2007. Datzelfde jaar verscheen de single Condition. Het geluid van de band is omschreven als "episch" en vergeleken met Killing Joke, Joy Division en Editors.